# Stirlingova čísla
Stirlingova čísla jsou čísla hojně využívaná ve více oblastech matematiky, nejčastěji se s nimi můžeme setkat v matematické analýze, diskrétní matematice, zejména v kombinatorice. Byla pojmenována po skotském matematikovi Jamesi Stirlingovi, který je definoval v 18. století.
Stirlingova čísla dělíme na dvě kategorie:
- Stirlingova čísla prvního druhu
- Stirlingova čísla druhého druhu

## Stirlingova čísla prvního druhu

##### Značení
Stirlingova čísla prvního druhu nejčastěji označujeme {\displaystyle S{\begin{bmatrix}n\\k\end{bmatrix}}}, dále se můžeme setkat s označením {\displaystyle S[n;k]} nebo {\displaystyle s(n;k)}.

##### Definice
Stirlingova čísla prvního druhu definujeme jako „počet permutací na n-prvkové množině s k cykly“.

##### Tabulka hodnot
| {\displaystyle {\begin{matrix}&&\\&&k\\n&\end{matrix}}} | 0 | 1     | 2      | 3      | 4     | 5     | 6    | 7   | 8  | 9 |
| ------------------------------------------------------- | - | ----- | ------ | ------ | ----- | ----- | ---- | --- | -- | - |
| 0                                                       | 1 |       |        |        |       |       |      |     |    |   |
| 1                                                       | 0 | 1     |        |        |       |       |      |     |    |   |
| 2                                                       | 0 | 1     | 1      |        |       |       |      |     |    |   |
| 3                                                       | 0 | 2     | 3      | 1      |       |       |      |     |    |   |
| 4                                                       | 0 | 6     | 11     | 6      | 1     |       |      |     |    |   |
| 5                                                       | 0 | 24    | 50     | 35     | 10    | 1     |      |     |    |   |
| 6                                                       | 0 | 120   | 274    | 225    | 85    | 15    | 1    |     |    |   |
| 7                                                       | 0 | 720   | 1764   | 1624   | 735   | 175   | 21   | 1   |    |   |
| 8                                                       | 0 | 5040  | 13068  | 13132  | 6769  | 1960  | 322  | 28  | 1  |   |
| 9                                                       | 0 | 40320 | 109584 | 118124 | 67284 | 22449 | 4536 | 546 | 36 | 1 |

## Stirlingova čísla druhého druhu

##### Značení
Stirlingova čísla druhého druhu nejčastěji označujeme {\displaystyle S{\begin{Bmatrix}n\\k\end{Bmatrix}}}, dále například {\displaystyle S(n,k)}.

##### Definice
Stirlingova čísla druhého druhu definujeme jako „počet rozkladů n-prvkové množiny na k tříd“.
Každá z těchto k tříd musí obsahovat alespoň jeden prvek.

Např. {\displaystyle S{\begin{Bmatrix}3\\2\end{Bmatrix}}}, neboli „počet rozkladů tří prvkové množiny na dvě třídy“ si můžeme představit následujícím způsobem.
Prvky v množině označíme jako {\displaystyle A;B;C}, máme tedy množinu {\displaystyle \{A,B,C\}}, chceme ji rozdělit na 2 množiny („třídy“).
Máme tyto možnosti:
- {\displaystyle \{A;B\},\{C\}}
- {\displaystyle \{A;C\},\{B\}}
- {\displaystyle \{B;C\},\{A\}}.

Rozdělení {\displaystyle \{A;B;C\},\{\}} nepočítáme, protože druhá množina neobsahuje alespoň jeden prvek.
Počet možných rozkladů je 3, neboli {\displaystyle S{\begin{Bmatrix}3\\2\end{Bmatrix}}=3}.

##### Tabulka hodnot
| {\displaystyle {\begin{matrix}&&\\&&k\\n&\end{matrix}}} | 0 | 1 | 2   | 3    | 4    | 5    | 6    | 7   | 8  | 9 |
| ------------------------------------------------------- | - | - | --- | ---- | ---- | ---- | ---- | --- | -- | - |
| 0                                                       | 1 |   |     |      |      |      |      |     |    |   |
| 1                                                       | 0 | 1 |     |      |      |      |      |     |    |   |
| 2                                                       | 0 | 1 | 1   |      |      |      |      |     |    |   |
| 3                                                       | 0 | 1 | 3   | 1    |      |      |      |     |    |   |
| 4                                                       | 0 | 1 | 7   | 6    | 1    |      |      |     |    |   |
| 5                                                       | 0 | 1 | 15  | 25   | 10   | 1    |      |     |    |   |
| 6                                                       | 0 | 1 | 31  | 90   | 65   | 15   | 1    |     |    |   |
| 7                                                       | 0 | 1 | 63  | 301  | 350  | 140  | 21   | 1   |    |   |
| 8                                                       | 0 | 1 | 127 | 966  | 1701 | 1050 | 266  | 28  | 1  |   |
| 9                                                       | 0 | 1 | 255 | 3025 | 7770 | 6951 | 2646 | 462 | 36 | 1 |